# Kazaviaspas
Kazaviaspas (kasachisch Қазавиақұтқару) ist eine kasachische Fluggesellschaft mit Sitz in Almaty und Basis auf dem Flughafen Almaty.

## Unternehmen
Kazaviaspas führt sowohl Fracht- als auch Charterflüge durch. Sie befand sich bis zum 8. Dezember 2016 auf der Liste von Fluggesellschaften mit einem Betriebsverbot in der Europäischen Union.

## Flotte
Mit Stand Januar 2023 besteht die Flotte der Kazaviaspas aus vier Flugzeugen:
| Flugzeugtyp     | Anzahl | bestellt | Anmerkungen |
| --------------- | ------ | -------- | ----------- |
| Iljuschin Il-76 | 1      |          | inaktiv     |
| Tupolew Tu-134  | 3      |          | 1 inaktiv   |
| Gesamt          | 4      | –        |             |

### Ehemalige Flugzeugtypen
- Antonow An-12
- Antonow An-30
- Tupolew Tu-154